# Campeonato Mundial de Gimnasia Rítmica de 1985
El XII Campeonato Mundial de Gimnasia Rítmica se celebró en Valladolid (España) entre el 10 y el 13 de octubre de 1985 bajo la organización de la Federación Internacional de Gimnasia (FIG) y la Real Federación Española de Gimnasia. El evento se celebró en el Polideportivo Pisuerga, que fue construido para poder albergar la competición.

## Resultados
| Evento                   | Oro                                                                | Plata                                    | Bronce                                                                                    |
| ------------------------ | ------------------------------------------------------------------ | ---------------------------------------- | ----------------------------------------------------------------------------------------- |
| Concurso completo ind.   | Diliana Georgieva Bulgaria 39,900 pts.                             | Lilia Ignatova Bulgaria 39,800 pts.      | Bianka Panova Bulgaria 39,750 pts.                                                        |
| Cuerda                   | Diliana Georgieva Bulgaria 20,000                                  | Marina Lóbach Unión Soviética 19,900     | Lilia Ignatova Bulgaria 19,850                                                            |
| Pelota                   | Lilia Ignatova Bulgaria / Diliana Georgieva Bulgaria 19,950        |                                          | Galina Beloglazova Unión Soviética / Bianca Dittrich República Democrática Alemana 19,900 |
| Mazas                    | Lilia Ignatova Bulgaria / Diliana Georgieva Bulgaria 20,000        |                                          | Tatiana Druchinina Unión Soviética 19,900                                                 |
| Cinta                    | Bianka Panova Bulgaria / Galina Beloglazova Unión Soviética 20,000 |                                          | Diliana Georgieva Bulgaria 19,950                                                         |
| Grupos concurso completo | Bulgaria 39,800                                                    | Unión Soviética / Corea del Norte 39,575 |                                                                                           |

## Medallero
| Núm. | País                          | Oro | Plata | Bronce | Total |
| ---- | ----------------------------- | --- | ----- | ------ | ----- |
| 1    | Bulgaria                      | 8   | 1     | 3      | 12    |
| 2    | Unión Soviética               | 1   | 2     | 2      | 5     |
| 3    | Corea del Norte               | 0   | 1     | 0      | 1     |
| 4    | República Democrática Alemana | 0   | 0     | 1      | 1     |

- Datos: Q2560290